# Добрушево
Добрушево (на македонска литературна норма: Добрушево) е село в югозападната част на Северна Македония, община Могила.

## География
Добрушево е разположено в областта Пелагония на 595 m надморска височина в Битолското поле, на левия бряг на Църна, на 24 km североизточно от Битоля и на 14 km от общинския център Могила. Селото е купно. Отделните махали носят имената на родовете в селото -  Бубрековска, Лисковска, Пупевска маала и т.н.

## История
Според местната легенда селото носи името на основателя си Добруш. Смята се, че първи се заселват предците на рода Дурашовци, следвани от Чурлиновци и Тушевци.
В сиджил от 1620-1621 година е отбелязано, че 25 ханета (домакинства) в Добрушево дължат военния данък нузул за османския поход срещу Полша. В друг сиджил, от юли 1622 година е отразено съдебно дело за дължима сума между жителя на Битоля Солак Джафер и четирима жители на Добрушево - Петко, син на Митан, Миле, син на Мите, Петко, син на Стойко и Стоян, син на Петко.
Според статистиката на Васил Кънчов („Македония. Етнография и статистика“) от 1900 година Добрушево е населявано от 590 жители, всички българи.
На Етнографската карта на Битолския вилает на Картографския институт в София от 1901 година Добрушево е чисто българско село в Битолската каза на Битолския санджак с 68 къщи.
След Илинденското въстание в началото на 1904 година цялото село минава под върховенството на Българската екзархия. По данни на секретаря на екзархията Димитър Мишев („La Macédoine et sa Population Chrétienne“) в 1905 година в Добрушово има 384 българи екзархисти и функционира българско училище.
При избухването на Балканската война 2 души от Добрушево са доброволци в Македоно-одринското опълчение.
По време на българското управление на Вардарска Македония Добрушово е център на община в Битолска селска околия и има 575 жители.
През 1922-1923 година в селото е открита поща, която функционира до 6 април 1941 година. Църквата в селото „Възнесение Господне“ е възобновена в 1924 година.
По време на българското управление във Вардарска Македония в годините на Втората световна война, Кирил П. Кондов от Прилеп е български кмет на Добрушево от 24 април 1944 година до 9 септември 1944 година. След това кметове са Кръсто Ив. Билянов от Струга (10 септември 1941 - 21 март 1942) и Войдан Ст. Бимбилов от Велмей (23 декември 1942 - 2 септември 1944).
Населението на селото намалява вследствие на емиграция към Битоля, Скопие, Демир Хисар, Европа и презокеанските земи.
Според преброяването от 2002 година селото има 624 жители северномакедонци. До 2004 година Добрушево е център на самостоятелна община.
| Година    | 1948 | 1953 | 1961 | 1971 | 1981 | 1991 | 1994 | 2002 |
| --------- | ---- | ---- | ---- | ---- | ---- | ---- | ---- | ---- |
| Население | 922  | 1069 | 1183 | 1104 | 1055 | 907  | 646  | 624  |

| Националност     | Всичко |
| северномакедонци | 624    |
| албанци          | 0      |
| турци            | 0      |
| цигани           | 0      |
| власи            | 0      |
| сърби            | 0      |
| бошняци          | 0      |
| други            | 0      |

## Личности
Родени в Добрушево
- Ангеле Поптрайко, българин, православен, арестуван преди април 1904 година, обвинен в „употреба на оръжие в битките, които се водели с членовете на българския комитет миналия Илинден, в които са убити няколко души“, осъден от Извънредния съд на 4 години каторга, лежал в Битолския затвор, амнистиран с общата амнистия от 12 април 1904 година[15]
- Иван П. Марков, македоно-одрински опълченец, 4 рота на 4 битолска дружина[16]
- Стефан Охридски и Македонски (р. 1955), глава на Македонската православна църква
- Стойче Блажев, македоно-одрински опълченец, 4 рота на 4 битолска дружина[17]

Починали в Добрушево
- Тодор Иванов Чомаков, български военен деец, подпоручик, загинал през Първата световна война[18]